# Serco
Serco Group plc er en britisk multinational facility management-virksomhed. De fokuserer på serviceydelser til forsvaret, fængsler, transport, sundhed og borgerservice. De har ca. 50.000 ansatte og omsætter for 4,534 mia. britiske pund (2022).
Serco leverer mange af sine ydelser på kontrakter med den offentlige sektor.